# کک‌ومک
کک‌ومک دسته‌ای از ملانین متمرکزشده‌است که اغلب روی صورت افراد بور قابل مشاهده است. کک و مک تعداد زیادی از سلولهای تولیدکننده ملانین (ملانوسیت) ندارد، اما به جای آن سلولهایی دارد که مقدار زیادی دانه‌های ریز ملانین تولید می‌کنند که رنگ پوست را تغییر می‌دهد. (تعداد ملانوزم را افزایش می‌دهد) این مسئله موجب متفاوت بودن پوست انسان‌ها می‌شود، اما با گندمه و خال متفاوت است.

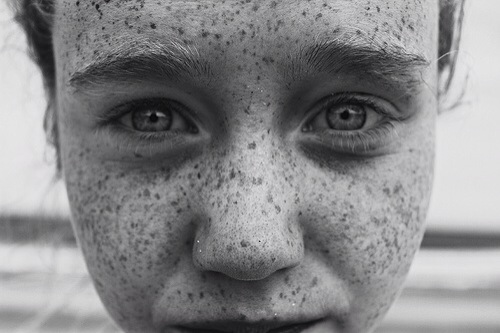
عکس سیاه و سفید کک و مک را بهتر نشان می‌دهد.

## زیست‌شناسی
تشکیل کک و مک با قرار گرفتن در نور آفتاب شروع می‌شود. قرار گرفتن در نور فرابنفش ملانوسیت‌ها را فعال می‌کند که موجب می‌شود ملانین زیادی تولید کنند، که آن هم به نوبه خود موجب تیره‌تر و قابل مشاهده تر شدن کک و مک می‌گردد.
کک ومک غالباً روی صورت یافت می‌شود، اگرچه ممکن است در هر قسمتی از پوست که در معرض نور آفتاب قرار گیرد، مثل بازوها و شانه‌ها هم ظاهر شود. جمع شدن زیاد ملانین ممکن است موجب تکثیر کک و مک شده و منطقه‌ای از پوست مثل صورت را به‌طور کامل بپوشاند. در نوزادان کک ومک به ندرت دیده می‌شود و در کودکان قبل از بلوغ جنسی رایج تر است. کک و مک اگر هم با کرم یا لیزر بهتر شده باشند در صورت قرار گرفتن در نور آفتاب و محافظت نکردن دوباره ظاهر خواهد شد، اما با افزایش سن در بعضی موارد کم رنگ می‌گردد.
کک و مک ناراحتی پوستی نیست، اما افرادی که کک ومک دارند عموماً ملانین محافظت‌کننده در برابر نور کمی دارند، و بنابراین نسبت به تأثیرات نور فرابنفش حساس تر هستند. توصیه شده افرادی که پوستشان تمایل به کک ومک شدن دارند از قرار گرفتن در زیر نور آفتاب خودداری کرده و از کرمهای ضدآفتاب استفاده کنند.

### ژنتیک
وجود کک و مک به آلل نادری از ژن MC1R بستگی دارد، گرچه تشخیص داده نمی‌شود که یک فرد کک ومک خواهد داشت اگر یک یا حتی دو کپی از این ژن داشته باشد. گرچه، افرادی بدون هیچ نسخه از ژن MC1R هم گاهی اوقات دچار کک و مک می‌شوند. اگر چنین باشد، افرادی با تعداد زیادی از نواحی کک ومک دار یک یا تعداد بیشتری از انواع ژن MC1R دارند. از انواع مختلف ژن MC1R رایج‌ترین ژنها در موضوعات مربوط به کک و مک Arg151Cys, Arg160Trp, Asp294His هستند. ژن MC1R در داشتن موی قرمز بیشتر از داشتن کک و مک دخیل است. بیشتر افراد
موقرمز دو نوع مختلف از ژن MC1R را دارند و تقریباً همهٔ آن‌ها یک نوع دارند. انواعی که موجب قرمز شدن مو می‌شوند همانهایی هستند که موجب کک ومک می‌شوند. در مناطقی مثل ژاپن هم، که موی قرمز دیده نمی‌شود افراد دارای کک و مک پیدا می‌شوند. این افراد انواع متفاوت Val92Met دارند که در افراد سفیدپوست هم یافت می‌شود، اگرچه در رنگدانه‌های آن‌ها تأثیر کمی دارد. دخالت داشتن آلل R162Q در ایجاد کک ومک مورد بحث بوده‌است.
انواع ژن MC1R که مربوط به کک ومک می‌شوند در ژنوتیپ انسان زمانی ظاهر شد که انسان‌ها شروع به ترک آفریقا کردند. انواع Val92Met در جایی بین ۲۵۰٬۰۰۰–۱۰۰٬۰۰۰ سال قبل ظاهر شد، آنقدر طولانی که برای این ژن کافی بود تا بوسیلهٔ انسان به آسیای مرکزی انتقال داده شود. تخمین زده می‌شود که Arg160Trp حدود ۸۰٬۰۰۰ ظاهر شد در حالیکه Arg151Cys وAsp294His براساس تخمین‌ها ۳۰٬۰۰۰ ظاهر شده‌است. مردم نژاد اروپایی انواع وسیعی از ژن MC1Rرا به دلیل عدم فشار محیطی زیادی روی ژن دارند. آلل اصلی MC1R برای پوست تیره با محتوی ملانین زیاد سلولها کد گذاری شده‌است. محتوی ملانین بالا هنگام قرار گرفتن در نور فرابنفش عامل محافظ است. احتیاج کمتر بود هنگامیکه انسان به عرضهای جغرافیای بالا مهاجرت کرد به دلیل اینکه آفتاب نور فرابنفش کمتری داشت. پوست روشنتر به سازگاری نیازمند است بنابراین افرادی که در عرضهای جغرافیایی بالاتر زندگی می‌کنند هنوز می‌توانند برای تولید ویتامین د به اندازهٔ کافی اشعهٔ فرابنفش جذب کنند. افراد کک و مک دار تمایل کمی به حمام آفتاب گرفتن دارند و پوستشان خیلی روشن است که به افرادی که دارای این ژن هستند کمک می‌کند ویتامین د جذب کنند.